# Elezioni governatoriali in Texas del 1998
Le elezioni governatoriali in Texas del 1998 si svolsero il 3 novembre per eleggere il governatore del Texas.
Nella corsa elettorale si sfidarono il governatore uscente del Partito Repubblicano George W. Bush, che aveva facilmente ottenuto la nomination alle primarie repubblicane, e il democratico Garry Mauro, nominato all'unanimità dal proprio partito. Gli altri candidati furono Lester R. Turlington Jr. del Partito Libertario e l'indipendente Susan Lee Solar.
Il voto sancì una larghissima riconferma per George W. Bush, che vinse in 240 contee su 254 e che ottenne ampi consensi anche tra l'elettorato nero (il 27%, la percentuale più alta di sempre per un candidato repubblicano) e quello latino (40%).

## Risultati
| Candidati                | Partito              | Voti      | %     |
| ------------------------ | -------------------- | --------- | ----- |
| George W. Bush           | Partito Repubblicano | 2.550.821 | 68,24 |
| Garry Mauro              | Partito Democratico  | 1.165.592 | 31,18 |
| Lester R. Turlington Jr. | Partito Libertario   | 20.711    | 0,47  |
| Susan Lee Solar          | Indipendente         | 954       | 0,03  |
| Totale                   | Totale               | 3.738.078 |       |

## Primarie

### Partito Repubblicano
| Candidato      | Voti    | %     |
| -------------- | ------- | ----- |
| George W. Bush | 576.528 | 96,60 |
| R. C. Crawford | 20.311  | 4,40  |
| Totale         | 596.839 |       |

### Partito Democratico
| Candidato   | Voti    | %      |
| ----------- | ------- | ------ |
| Garry Mauro | 492.419 | 100,00 |
| Totale      | 492.419 |        |